# 古伝降霊術 百物語〜ほんとにあった怖い話〜
『古伝降霊術 百物語〜ほんとにあった怖い話〜』（こでんこうれいじゅつ ひゃくものがたり ほんとにあったこわいはなし）は、1997年8月8日に日本のハドソンから発売されたセガサターン用アドベンチャーゲーム。1998年8月20日には「サタコレ」として廉価版が発売されている。
PCエンジン用ソフトとして発売された『百物語〜ほんとにあった怖い話〜』（1995年）の続編として制作された作品である。前作に続き、百物語を題材としており、ホラー漫画雑誌『ほんとにあった怖い話』（朝日ソノラマ）に寄せられた一般投稿による実話怪談を元にしたサウンドノベル形式の作品となっている。また、怪談の語り手として知られるタレントの稲川淳二が監修を行っている。前作がCD-ROM1枚であったのに対し、2枚組となったこととハードが変更になったため、より繊細な実写画像を使用しており、また、前作にはなかった動画再生やポリゴン使用などにより演出面がスケールアップしている。
開発はハドソンが行い、プロデューサーはセガサターン用ソフト『サターンボンバーマン』（1996年）のプロデュースを手掛けた猪狩寛、ディレクターはアーケードゲーム『天外魔境 真伝』（1995年）を手掛けた木村修、企画は前作で構成を担当した杉山勝彦、音楽は前作を手掛けた坂本志崇の他、スーパーファミコン用ソフト『THE ATLAS』（1995年）を手掛けた妻木隆が担当している。
後に続編となるiPhone用ソフト『恐怖・百物語』（2009年）が配信された。

## 概要
ゲームシステムはオープニング後の画面には百本の火の付いた蝋燭が表示され、その中の一本を選択することで話が始まるシステムとなっており、一話終わるごとに蝋燭が消えていき、百本すべての蝋燭を消すことで終了となる。
前作とは異なり、選択した蝋燭によって話の内容が変化しないため話の順番は完全固定となっている。
基本システムは画面上に背景とともに文章が表示されていき、ボタンを押すことで怪談を読み進めていくノベル形式となっているが、「稲川淳二スペシャルストーリー」だけは前作同様稲川淳二の語りによる怪談話となっている。また、前作にあった「学校の七不思議」や「心霊現象マップ」といったモードは存在せず、全てが実話怪談のみとなっている。
一度読んだ話は百本の蝋燭が並んでいる選択画面でBボタンを押すことで「回想モード」になり再度読むことができる。また、前作とは異なり冒頭に話のタイトルが表示されないため、タイトルはこの「回想モード」を使用しないと分からないようになっている。
また、百話すべてを終了した後に前作では追加で「おまけモード」が存在したが、本作では存在しない。しかし、百話終了後の隠しシナリオである第101話が2種類用意されている。
なお、取扱説明書内にお札が印刷されており、ゲーム開始前にパッケージに貼り付けるよう忠告が書かれている。他にも、ゲーム開始冒頭で怪現象が起きてもプレイヤー自身で対処する旨の契約書にサインさせられる。このとき、名前と生年月日を入力することになるが、これにより百話読了後の隠しストーリーである第101話目の内容が変化する。

## ゲーム内容
この作品にはメインとなる「デジタルホラー形式」のモード以外に、以下のモードが存在する。
稲川淳二スペシャルストーリー
稲川淳二が実際に霊現象のあった場所に行き、現地で恐怖体験を語るモード。このモードはフルムービー・フルナレーションで進行し、プレイヤーが介入する部分はなく、話を聞くのみとなる。
トゥルーモーション・ストーリー
話の途中で再現フィルム形式で動画が再生される。
探検ストーリー
ポリゴンで再現された学校や病院の中を、プレイヤーが探検しながら話を進めるモード。画面右下に方向ボタンのアイコンが表示された場合にのみ開始できる。基本的には単に移動させられる以上の意味はないが、話によっては特定ポイントへ移動することが続きを読むフラグになっている。
鏡像の世界
画面が反転された状態で表示されるため、鏡に画面を映して進行することとなる。なお、対象ストーリーは1話しかない。
お沙代ちゃんの祠
第34話「お沙代ちゃんの祠」終了後に発生する。百本の蝋燭の画面の端に一つだけ炎が現れ、クリックするとお沙代ちゃんの祠に入ることができる。祠ではお沙代の様々な質問に答えることとなる。ちなみにお沙代は第34話終了後の3日間の午前0時にしか現れず、それ以降はこの祠を訪れても登場しない。また、この祠は季節によって背景が変化し、祀られている人形の髪の長さが変化する。
郵便配達
セガサターン内蔵時計の時刻によって、ゲーム開始直後に自転車で手紙が配達される。配達される手紙の内容は時間によって異なる。
- AM0:00〜1:00
午前0時に電話を掛けるとあの世の声が聞こえるという話。
- AM2:00〜2:59
午前2時から4時は丑三つ時であり、ゲームを中止した方が良いという警告が音声で始まる。
- AM3:00〜3:59
合わせ鏡にまつわる怖い話。
- AM4:00〜4:59
学校の警備員が体験した恐怖体験の話。
- PM1:00〜1:59
結婚を控えたある女性の話。

## ストーリー
主人公設定などは特になく、ゲームスタートと同時に百物語を進めていくこととなる。また、百物語を全て読了した後に、「回想モード」から101話目を見ることができるようになる。なお、前作で使用された話が何話か再録されているが、画像はすべて一新されている。
以下に、全百話のタイトルを表記する。
| 1. あやかしの桜 2. 残照の風景 3. 歩道橋※ 4. 用具入れのA君 5. 音楽室の少女 6. 幻燈の下で 7. 童子追想 8. 台風の夜 9. メリーさんの館※ 10. 白蛇様 11. 赤い閃光 12. 見つめる目 13. 悪霊住宅 14. 異形の者達 15. 高窓の鬼 16. とりつかれたクラスメート 17. カエルの声 18. うしろの正面 19. キャンプ場※ 20. 並んでいた少女 21. 夢の中の兄 22. 呪縛の夜 23. 真夏の悪夢 24. 異界に住む者 25. 夜のイタズラ者 26. 深淵から 27. 追ってくる少年 28. ぶち殺せ※ 29. 真夜中の手術 30. 白昼のベル 31. 火の玉が来る夜 32. ピアノの中 33. 友引の夜 34. お沙代ちゃんの祠 | 1. ゆきちゃん※ 2. 注連縄に閉ざされた霊魂 3. よつんばい 4. 腕をちょうだい 5. 赤いセーター 6. トンネルの中で 7. 合宿奇談 8. 廃屋の黒髪 9. 山の中のペンション※ 10. 消えた右腕 11. 尾瀬沼の怪 12. 人柱ののろい 13. 閉ざされた部屋 14. 亡霊達の視線 15. 誕生日が怖い 16. さよならの予言 17. 血塗られた旅館 18. 国立の踏み切り※ 19. 怪音の響く夜 20. 憑かれたふたり 21. ピラミッドの頂上 22. 恐怖の訪客 23. 彼方からの使者 24. 目黒スタジオ※ 25. ゴーストクラッシュ 26. 開かずのトイレ 27. 消えた患者 28. 覗き見る影 29. 予兆現象 30. 絵に宿る 31. 月夜の幽霊 32. 欠けていた墓石※ 33. 人に棲む鬼 34. 純白の風景 | 1. 地縛霊の都 2. 死を乗せた車 3. 残された鉢植え 4. 哀しい死神 5. 闇の中の顔 6. 市ヶ谷※ 7. 死を呼ぶ笑い方 8. 自動販売機 9. 忘れられた用務員 10. 屍の宿 11. 幻の部屋 12. 負の共鳴 13. 霊感家族3代記 14. 246※ 15. もうひとつの街 16. 呼ぶ声 17. 奇怪な最終バス 18. 会いたくてさびしくて 19. 幼稚園児※ 20. 深夜の訪問者達 21. 父の思い 22. 死体とふたりきり※ 23. 花壇に咲く花は？ 24. 童子への贈り物 25. 寄姫来襲 26. 秘湯の怪 27. 暗い目の少女 28. 患者 29. トンネルの中の少年 30. 迎えに来た人 31. 樹海※ 32. ゲーム 33. 私を殺した女 34. 生き人形※ |

※印は稲川淳二スペシャルムービーとなっている。

## キャラクター
お沙代（おさよ）
第34話「お沙代ちゃんの祠」終了後に祠とともに出現する。その後も、このお沙代の一族にまつわる話が何度か登場する。
おみつ
お沙代の母親。第53話「怪音の響く夜」に再登場する。
カシマさん
第6話「幻燈の下で」に登場する。自転車に乗った状態で現れる。後に第57話「彼方からの使者」にてカシマさんの秘密が明かされる。また、ゲーム開始直後に時刻によって自転車で手紙を届けてくる。

## 出演者
| - 稲川淳二 - 飯塚昭三（ナレーション） - 中西由美子 - 月野由夏 - 吉岡小夏 - 小林晴江 - 吉田良子 - 原田公子 - 庄司礼子 - 高橋幸香 - 竹岡真里 - 鴨原美香 - 森本美穂 - 久保田奈美 - 丸山美穂 - 竹内篤子 - 田中智子 | - 谷本卓子 - 桜花由美 - 岩田星織 - 壇真理子 - 小林真理奈 - 荒居直子 - 角屋留美 - 佐藤絢香 - 新井絵里加 - 前田恵美 - 前沢美沙 - 町山千鶴 - 増岡未央 - 桜木恵美 - 大和由理 - 狩野由夏 | - 平塚敦子 - 谷亜希子 - 目黒惇也 - タクヤ - 田村ガン - 鈴木淳 - 中野顕彦 - 菊池龍二 - 吉山竜神 - 広田徳寿郎 - 水口健一 - 大堀義則 - 山田瓦 - 斉藤直樹 - 竹本雅之 - 奥田恵理奈 |

## スタッフ
- プロデューサー：猪狩寛
- ディレクター：木村修
- 企画・進行：杉山勝彦
- 構成：杉山勝彦、熊取勇人
- 音楽：坂本志崇、鈴木タケオ、妻木隆
- 映像ディレクター：南雲庄一
- プログラム：古泉秀敏、奥田英一朗、佐久間一暢、淀川裕介、及川美成
- シナリオ：香川博人、入中秀、駒鉄、渥美次郎
- 題字：古泉秀敏
- 監修：稲川淳二

## 評価
| 項目 | キャラクタ | 音楽 | お買得度 | 操作性 | 熱中度 | オリジナリティ | 総合 |
| 得点 | 2.8        | 3.7  | 3.0      | 3.6    | 3.6    | 3.2            | 19.4 |

ゲーム誌『ファミ通』の「クロスレビュー」では合計29点（満40点）と高評価となり、『SATURN FAN』の読者投票による「ゲーム通信簿」での評価は別記の通りで19.4点（満30点）と標準的な評価となっている。また1998年に刊行されたゲーム誌『超絶 大技林 '98年春版』（徳間書店）では、「ただ話を読み進めるだけでなく、特定の時間にのみ現れる郵便屋や、鏡写しになる文字などいろいろ凝った演出がなされている」と演出面に関して肯定的なコメントで紹介されている。
その他にもゲーム情報サイト『電ファミニコゲーマー』では、「監修を務めるのは、夏の怪談を彩る名語り手の稲川淳二。その手腕もあって、“ほんとうに怖い”と、いまだ高い評価を持つ作品に仕上がっている」、「当時としては大ボリュームのCD2枚組で製作されたため、随所に実写のイメージ映像、動画、恐怖シーンのCGなどが盛り込まれており、これらが怪談をよりいっそう盛り上げてくれる」とグラフィックや演出面に関して肯定的な評価を下している。